# Волынский, Сергей Ярославович
Серге́й Яросла́вович Волы́нский (укр. Волинський Сергій Ярославович; род. 31 января 1992, Полтава, Украина) — майор Вооружённых сил Украины, с 13 апреля 2022 — и. о. командира 36-й отдельной бригады морской пехоты. Участник российско-украинской войны с 2014 года, в частности — боёв за Мариуполь и боёв за Мариупольский металлургический комбинат «Азовсталь». Герой Украины (2022 год). Известен также под позывным «Волына».

## Российско-украинская война
Сергей Волынский служил в составе украинских войск во время аннексии Крыма Россией, а также участвовал в войне на Донбассе с апреля 2014 по февраль 2022 года.
13 апреля 2022 года часть 36-й ОБрМП под командованием Сергея Волынского успешно соединилась с полком «Азов» для продолжения совместного сопротивления на территории металлургического комбината «Азовсталь». Об этом сообщили в совместном видеообращении командир «Азова» Денис Прокопенко и Сергей Волынский, который был упомянут украинскими СМИ как новый командир 36-й ОБрМП.
18 апреля Волынский написал письмо папе римскому Франциску, чтобы тот помог спасти людей из Мариуполя.
20 апреля 2022 года обратился с заявлением к мировым лидерам Джо Байдену, Реджепу Тайип Эрдогану, Борису Джонсону и Владимиру Зеленскому с просьбой деблокировать Мариуполь для эвакуации гражданского населения включая детей, раненых и погибших, находящихся в бункерах окружённого комбината «Азовсталь».
27 апреля 2022 года в ходе блокады Мариуполя записал очередное видеообращение, в котором призвал применить к украинским бойцам и гражданским, заблокированным в Мариуполе, «процедуру экстракшен» по примеру Дюнкеркской операции времён Второй мировой войны. Сергей сообщил, что в группировке украинских войск на «Азовстале» более 600 раненых бойцов и им очень нужна медицинская помощь. Также по его словам на территории есть раненые гражданские.
20 мая российские телеграм-каналы опубликовали видео с Волынским, на котором он заявил, что его подразделение сдалось. Подразделение было одной из главных сил, защищавших Азовсталь. Позже украинские СМИ подтвердили факт сдачи Волынского в плен российским воинским частям. Вместе с ним в российский плен попали командир полка «Азов» Денис «Редис» Прокопенко и его заместитель Святослав «Калина» Паламар.
30 мая в интернете появилась видеозапись допроса Волынского, на которой тот рассказывал о состоянии украинских воинских частей на «Азовстали» в последние дни сражения за Мариуполь.
21 сентября 2022 года освобождён из российского плена в результате обмена и, согласно достигнутым договорённостям, должен был оставаться на территории Турции до конца войны. 8 июля 2023 года вернулся в Украину вместе с остальными командирами полка «Азов», что пресс-секретарь президента РФ Дмитрий Песков назвал нарушением договора.

## Военные звания
- Старший лейтенант (на 25 декабря 2015)
- Капитан (на 2 июля 2020)
- Майор (2021)

## Награды
- Орден «За мужество» III степени (25 декабря 2015) — за личное мужество и самоотверженность, проявленные в защите государственного суверенитета и территориальной целостности Украины, высокий профессионализм, верность военной присяге[16]
- Медаль «За военную службу Украине» (2 июля 2020) — за личное мужество, проявленное во время боевых действий, образцовое исполнение воинского долга и по случаю Дня Военно-Морских Сил Вооруженных Сил Украины[17]
- Награда Президента Украины «За участие в антитеррористической операции»
- Орден Богдана Хмельницкого III степени (3 мая 2022) — за личное мужество и самоотверженные действия, проявленные при обороне государственного суверенитета и территориальной целостности Украины, верность воинской присяге[18]

### В социальных сетях
- Страница Сергея Волынского в социальной сети «ВКонтакте»